# Fair Oak
Fair Oak est un village anglais situé dans le Hampshire.